# Aulus Atilius Calatinus
Aulus Atilius Calatinus (ou parfois Caiatinus) est un homme politique de la République romaine, de la gens Atilia

## Biographie

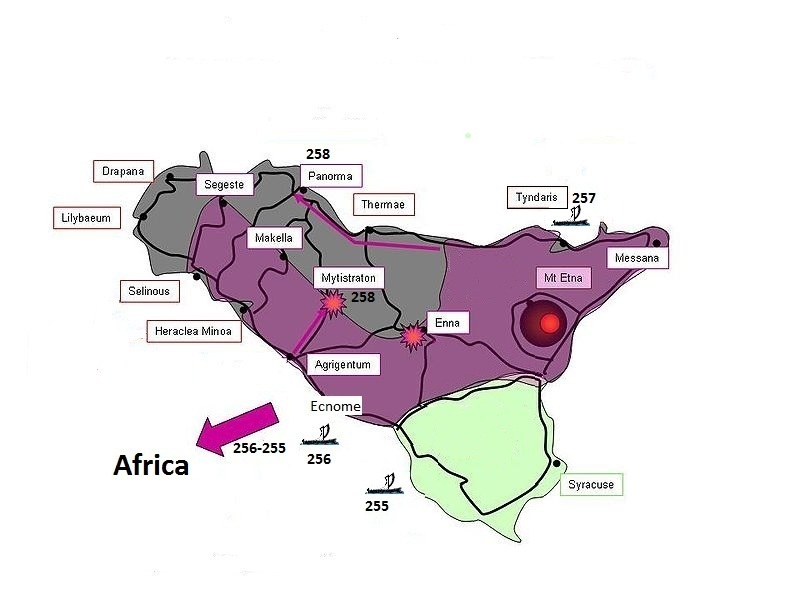
Opérations romaines de 258

Atilius Calatinus est élu avec Caius Sulpicius Paterculus pour le consulat de 258 av. J.-C. lors de la première guerre punique. Ils essaient d’attaquer Palerme en vain, puis prennent plusieurs positions dans le centre de la Sicile comme Myttistratum, Enna et reprennent le contrôle de Camarina dont les Carthaginois s’étaient emparés. Il manque de peu de tomber dans une embuscade tendue dans un défilé et parvient à se dégager grâce au sacrifice d'un tribun militaire et d'un détachement de trois cents hommes qui retiennent les Carthaginois. Pour ses succès en Sicile, Atilius Calatinus se voit accorder de célébrer un triomphe à son retour à Rome.
Atilius Calatinus est de nouveau consul en 254 av. J.-C. avec Cnaeus Cornelius Scipio Asina. Avec une nouvelle flotte, ils longent la côte nord de la Sicile, et s'emparent de la cité de Kephalodon grâce à une trahison. Ils tentent d'assiéger Drépane sur la côte ouest de Sicile, mais ils doivent abandonner à l'approche de renforts carthaginois. Faisant retour en direction de Messine, ils attaquent le port de Palerme et forcent la vieille ville à capituler.
En 249 av. J.-C., le consul P. Claudius Pulcher, vaincu par la flotte carthaginoise à la bataille de Drépane et accusé d’impiété pour avoir méprisé les augures, est contraint de déposer son mandat de consul et de désigner un dictateur. Par mépris il désigna Marcus Claudius Glicia, l'un de ses affranchis. Ce dernier  dépose aussitôt son pouvoir et laisse la place à Atilius Calatinus. Mais Aulus Calatinus ne mène pas d’actions militaires en Sicile où guerroie l’autre consul Lucius Iunius Pullus et gère les affaires courantes à Rome.
En 241 av. J.-C., Atilius Calatinus arbitre entre le proconsul Caius Lutatius Catulus et le préteur Quintus Valerius Falto, tous deux vainqueurs à la bataille des îles Égates, pour déterminer lequel  peut recevoir les honneurs du triomphe. Valérius revendiquait le triomphe pour avoir dirigé la bataille tandis que Catulus blessé était alité. Calatinus accorde le triomphe à Lutatius, dans la mesure où le consul a la responsabilité supérieure du commandement et des augures sur le préteur.
Par ailleurs, on sait par Cicéron que Atilius Calatinus a construit un temple à Spes, personnification de l'Espérance, et a consacré le temple de Fides, déesse garantissant les serments,.
Cicéron cite Calatinus par les Romains de haute valeur morale, pratiquant les vertus recommandées par les philosophes, sans être lui-même philosophe. L'épitaphe de son tombeau près de la porte Capène rapportée par Cicéron traduit la popularité qu'il avait acquise : « Les nations s'accordent à le proclamer le premier citoyen de Rome »,.